# Бультман, Рудольф
Рудольф Карл Бультман (нем. Rudolf Karl Bultmann; 20 августа 1884, Вифельстеде, Ганновер, королевство Пруссия, Германская империя — 30 июля 1976, Марбург, Гессен, ФРГ) — немецкий лютеранский теолог-экзистенциалист и библеист, один из основоположников диалектической теологии. Автор концепции «демифологизации» Нового Завета, один из самых известных богословов XX века. Доктор теологии (1910); обладатель ордена «За заслуги перед Федеративной Республикой Германия» (1974).
Выступал за небуквальное, экзистенциальное понимание Нового завета и Библии в целом.
Самый известный труд Бультмана, «Новый завет и мифология» (1941), вызвал изрядный ажиотаж в теологии; широкий резонанс имело также произведение «Примитивное христианство в его современном понимании» (1956), где Бультман противопоставлял христианство и другие религии.

## Биография
Родился в семье лютеранского пастора Артура Кеннеди Бультмана, был старшим ребёнком в семье. Младший брат Рудольфа Артур погиб, будучи солдатом германской имперской армии, в Первой мировой войне.
Изучал богословие в Тюбингенском университете. После трёх семестров переехал в Берлин и поступил в 1904 году в Берлинский университет, где учился среди других у Адольфа фон Гарнака (под влиянием которого и сложились основные взгляды молодого Бультмана) и Германа Гункеля. Уже летом 1905 года Бультман перешёл в университет Марбурга, где всё больше сосредотачивался на своей поздней специальности — Новом Завете.
В 1910 году защитил диссертацию, посвящённую апостолу Павлу. Позднее стал преподавателем Нового Завета в Марбурге. После короткого лекторства в Бреслау и Гисене Бультман вернулся в Марбург (1921), где трудился до выхода на пенсию в 1951 году.
В 1920 году в прочитанном на богословской конференции в Эйзенахе докладе на тему «Этическая и мистическая религия в первоначальном христианстве» Бультман впервые выступил с публичной критикой либеральной теологии. В 1921 году вышла его книга «История синоптической традиции» — одна из важнейших экзегетических работ Бультмана, до сих пор сохраняющая своё значение в исследованиях Евангелия. В 1924—1926 годах у Бультмана училась Ханна Арендт, посещавшая его лекции по протестантской теологии.
Бультман подружился с Мартином Хайдеггером, пять лет преподававшим в Марбурге. Взгляды Хайдеггера на экзистенциализм оказали влияние на мышление Бультмана. То, что возникло в результате этой дружбы, было «своеобразным обществом», основанным на активном и открытом диалоге между Бультманом и Хайдеггером с 1923 по 1928 год. Однако сам Бультман заявил, что его взгляды нельзя просто свести к мышлению в категории Хайдеггера в том, что «Новый Завет — это не учение о нашей природе, о нашем аутентичном существовании как людях, а провозглашение этого освободительного акта Бога».
В отличие от многих коллег, Бультман не покидал Германию во время Второй мировой войны, однако был членом «Исповедующей Церкви» (Bekennende Kirche) и членом договора пастырей против национал-социализма — движения внутри немецкого протестантизма, вставшего в оппозицию к Немецкой евангелической Церкви, поддержавшей нацистский режим.
Важные размышления Бультмана о Новом завете и мифологии (лекция от 21 апреля 1941 и доклад о программе демифологизации 4 июня 1941) совпали со Второй мировой и войной Германии против СССР.
Начавшиеся с этой лекции дебаты о демифологизации стали противоречивыми после войны и привели к заявлению епископа на Фленсбургском синоде Объединённой евангельско-лютеранской церкви в Германии в 1952 году, которая была направлена против подхода Бультмана к демифологизации Нового завета. Тем не менее свою работу вместе с идеей демифологизации он считал апологетической, направленной на защиту и обоснования христианства в эпоху науки и критического мышления, говоря о уникальности и важности донесения сути Евангелия, Благой Вести на языке современного человека, как писал Бультман в 1952 году.
Между войнами (практически всю жизнь) Бультман был членом лютеранской Евангелической церкви Германии.
Скончался 30 июля 1976 года в Марбурге. В Ольденбурге стоит бронзовый бюст Бультману в зелёной зоне на Театральной стене. Приходской зал евангелистско-лютеранского прихода в Вифельстеде, где родился Бультманн, также носит его имя с 2011 года.

## Учение
Бультман утверждал, что только вера в керигму Нового Завета была необходимой для христианской веры, а не какие-либо конкретные факты в отношении исторического Иисуса Христа. Однако библеист Бультман отрицал любые сомнения в историчности Иисуса:
Конечно, сомнения в том, действительно ли Иисус существовал, безосновательны и [даже] не заслуживают опровержения. Ни один здоровый человек не может сомневаться, что Иисус стоит как основатель исторического движения, первый четкий этап которого представлен древнейшей палестинской общиной. 
 Учение Бультмана оказало существенное влияние на Систематическую теологию Тиллиха.

### Демифологизация
Усваивая экзистенциальную герменевтику Хайдеггера, Бультман пытался применить её к истолкованию Нового Завета и его главного послания — Евангелия Иисуса. В результате Бультман развил идею «демифологизации» Нового Завета, которая исходила из предпосылок, что поскольку для современного человека чудеса, духи и мистика Нового завета больше не актуальны, ибо наука победила эти атрибуты мифологического мировоззрения, как и его само в целом, то суть Евангелия нужно интерпретировать без сверхестественного, но при этом не отвергать главное послание Евангелия — экзистенциональное освобождение человека и новое существование в вере, преодолевая страх, тревоги и собственную несовершенность. В этом значении для Бультмана важным является «событие спасения», которое он переводит с, по его мнению, мифологического языка (космическое событие смерти и воскресении Христа за грехи человечества) на современный (решение человека принять символическое распятие старого своего бытия на том кресте с Иисусом и воскресение нового своего бытия в любви, сострадании и вере). Таким образом, теолог провозгласил освобождение керигмы (актуального вневременного евангельского послания) Нового Завета от мифа как совокупности аллегорий с вплетением конкретного исторического контекста.
Бультман считал, что демифологизации требует интеллектуальная честность; что нельзя сохранять миф только потому, что он оказался в Библии, поскольку, по его мнению, миф и наука несовместимы, но вера и наука — совместимы.

Бультман писал:
«Нельзя пользоваться электрическим светом и радио, использовать современные медицинские и клинические средства в случае болезни и при этом верить в дух и чудеса Нового Завета. И каждый, кто думает, что сам на это способен, должен осознать, что, объявляя это позицией христианской веры, делает христианское благовестие в современности непонятным и невозможным». — Новый Завет и мифология, 1941, с. 18. 
Оригинал: «Man kann nicht elektrisches Licht und Radioapparat benutzen, in Krankheitsfällen moderne medizinische und klinische Mittel in Anspruch nehmen und gleichzeitig an die Geister- und Wunderwelt des Neuen Testaments glauben. Und jeder, der meint, es selbst tun zu können, muss erkennen, dass er, wenn er es mit der Haltung des christlichen Glaubens verkündet, die christliche Verkündigung in der Moderne unverständlich und unmöglich macht». 
Для Бультмана не только бесы и чудеса, но и многие поворотные моменты биографии Христа (как непорочное зачатие, воскресение и вознесение) облечены в форму мифа, который скрывает суть — победу Христа над смертью через её добровольное принятие. Здесь Бультман оказывается особенно близок экзистенциальной философии своего коллеги Мартина Хайдеггера, с которым они преподавали в одном университете. Наряду с работами Карла Густава Юнга, проблематика демифологизации религии Бультмана явилась реакцией на повседневную мифологизацию обыденного, в том числе религиозного, сознания под воздействием средств массовой коммуникации, информационная перегрузка сообщений которых приводит к необходимости их восприятия по принципу распознавания образа, уподобляющего его схематизму восприятия мифа.

### Идея двух экзистенций человека
Бультман высказывал также идею, для чего современному человеку необходим Иисус как Христос. Поскольку человек находится под влиянием отчуждения, которое проявляется в том, что человек утратил самого себя, став тем, кем он не является, он живёт неподлинным существованием, живёт в угоду своим желаниям, амбициям и искушениям и не может избавиться от этого сам, но это возможно во Христе: во Христе человек находит себя самого, свое подлинное существование, избавляется от тревоги и вины силой жертвы Христа. Это идея о двух экзистенциях: подлинном (жизнь во Христе) и неподлинном (жизнь без Христа) существовании человека.

## Признание
- Лауреат премии имени Ройхлина[нем.] (1957)[29].
- В 1974 году правительство ФРГ наградило Бультмана самым высоким Орденом «За заслуги»[30].
- В 1963 году студент Бультмана Эрнст Фукс[англ.] основал «Институт герменевтики» для поддержки марбургской традиции теологической герменевтики. Переименован в Институт герменевтики Рудольфа Бультмана[нем.] по случаю 125-летия Бультмана (2009 год)[31].

## Семья
В 1917 году Бультман женился на Хелене Фельдман (1892—1973).
В семье было четыре дочери:
- Эмма Зенфт, урождённая Бультман (1915—1977), была замужем за теологом Кристофом Зенфтом.
- Антье Бультман Лемке (1918—2017), библиотекарь.
- Гезине Диссельхорст, урождённая Бультман (1920—2017), флейтистка, замужем за адвокатом Мальтом Диссельхорстом.
- Хейльке Бультман (1924—1973), виолончелистка.

Виолончелист Ян Диссельхорст[en](1954—2009; сын Мальта и Гезине) был внуком Рудольфа Бультмана.

## Труды
- История синоптической традиции (нем. Die Geschichte der synoptischen Tradition, 1921).
- Иисус (нем. Jesus, 1926).
- Иисус и Слово (нем. Jesus und das Wort, 1934).
- Новый завет и мифология (нем. Neues Testament und Mythologie, 1941) — изложение концепции демифологизации.
- Теология Нового Завета, первый том (нем. Theologie des Neuen Testaments, 1948).
- Теология Нового завета, второй том (нем. Theologie des Neue Testaments, 1971).
- Вопрос о демифологизации (нем. Die Frage der Entmythologisierung, 1954).
- Примитивное христианство в его современном понимании (нем. Primitives Christentum, wie es heute verstanden wird, 1956).
- История и эсхатология: присутствие вечности (нем. Geschichte und Eschatologie: Die Gegenwart der Ewigkeit, 1957).
- Иисус Христос и мифология (нем. Jesus Christus und die Mythologie, 1958) — работа по библеистике, исторический анализ.
- Евангелие от Иоанна: комментарий (нем. Das Johannesevangelium: ein Kommentar, 1971).